# Band-Maiko (album)
 (décembre 2023).
La mise en forme du texte ne suit pas les recommandations de Wikipédia : il faut le « wikifier ».
Les points d'amélioration suivants sont les cas les plus fréquents. Le détail des points à revoir est peut-être précisé sur la page de discussion.
- Les titres sont pré-formatés par le logiciel. Ils ne sont ni en capitales, ni en gras.
- Le texte ne doit pas être écrit en capitales (les noms de famille non plus), ni en gras, ni en italique, ni en « petit »…
- Le gras n'est utilisé que pour surligner le titre de l'article dans l'introduction, une seule fois.
- L'italique est rarement utilisé : mots en langue étrangère, titres d'œuvres, noms de bateaux, etc.
- Les citations ne sont pas en italique mais en corps de texte normal. Elles sont entourées par des guillemets français : « et ».
- Les listes à puces sont à éviter, des paragraphes rédigés étant largement préférés. Les tableaux sont à réserver à la présentation de données structurées (résultats, etc.).
- Les appels de note de bas de page (petits chiffres en exposant, introduits par l'outil «  Source ») sont à placer entre la fin de phrase et le point final[comme ça].
- Les liens internes (vers d'autres articles de Wikipédia) sont à choisir avec parcimonie. Créez des liens vers des articles approfondissant le sujet. Les termes génériques sans rapport avec le sujet sont à éviter, ainsi que les répétitions de liens vers un même terme.
- Les liens externes sont à placer uniquement dans une section « Liens externes », à la fin de l'article. Ces liens sont à choisir avec parcimonie suivant les règles définies. Si un lien sert de source à l'article, son insertion dans le texte est à faire par les notes de bas de page.
- La présentation des références doit suivre les conventions bibliographiques. Il est recommandé d'utiliser les modèles {{Ouvrage}}, {{Chapitre}}, {{Article}}, {{Lien web}} et/ou {{Bibliographie}}. Le mode d'édition visuel peut mettre en forme automatiquement les références.
- Insérer une infobox (cadre d'informations à droite) n'est pas obligatoire pour parachever la mise en page.

Pour une aide détaillée, merci de consulter Aide:Wikification.
Si vous pensez que ces points ont été résolus, vous pouvez retirer ce bandeau et améliorer la mise en forme d'un autre article.
 (décembre 2023).
Si vous disposez d'ouvrages ou d'articles de référence ou si vous connaissez des sites web de qualité traitant du thème abordé ici, merci de compléter l'article en donnant les références utiles à sa vérifiabilité et en les liant à la section « Notes et références ».
 (décembre 2023).
Albums de Band-Maid
World Domination
(2018) Conqueror
(2019)
Band-Maiko est le premier EP du groupe de rock japonais Band-Maid (sous le nom de Band-Maiko). Il a été publié le 3 avril 2019 par Revolver Records. Le groupe utilise des costumes de maiko, des instruments traditionnels du Japon et des paroles en dialecte de Kyoto. Il a débuté à la 15e place du Oricon Albums Chart, écoulant 4 440 exemplaires au cours de sa première semaine.

## Contexte
La chanson "Secret Maiko Lips" a été publiée comme poisson d'avril en 2018. Il s'agissait d'une sortie unique, mais après l'accueil positif qu'elle a reçu, le groupe décide de sortir un EP. "Secret Maiko Lips" est sorti à l'origine sous le titre " Secret My Lips " sur leur album Just Bring It. "Tora and Tora" est sorti à l'origine sous le titre "One and Only" sur leur album World Domination. Le titre est tiré du jeu de maiko "Tora-Tora", un type de jeu de pierre-papier-ciseaux, et une partie des paroles s'y réfère.
"Yolosiosu" est sorti à l'origine sous le titre "YOLO" sur leur album Just Bring It. "Ansan" est sorti à l'origine sous le titre "Anemone" sur leur album World Domination, avec une citation du Man'yōshū dans l'intro.
"Akasimahen" a été publié à l'origine sous le titre "Awkward" sur leur album Just Bring It. La version originale de "Screaming" a été publiée sur leur single "Start Over". "Gion-cho" est la seule composition originale de l'album. L'édition limitée comprend le making of du clip de "Gion-cho".

## Liste des chansons
Toutes les paroles sont écrites par Miku Kobato et la musique est composée par Band-Maid.
| 1.    | Secret Maiko Lips          | 4:24 |
| 2.    | Tora and Tora (虎and虎)    | 3:26 |
| 3.    | Yolosiosu                  | 4:21 |
| 4.    | Ansan                      | 4:28 |
| 5.    | Akasimahen                 | 3:19 |
| 6.    | Screaming (すくりーみんぐ) | 3:54 |
| 7.    | Gion-cho (祇園町)          | 3:35 |
| 27:29 |                            |      |

### DVD (Édition Limitée)
| No | Titre                                 | Durée |
| -- | ------------------------------------- | ----- |
| 1. | Gion-cho (祇園町) Video               |       |
| 2. | Gion-cho (祇園町) Making of the video |       |

## Personnel
- Fujiki (Saiki Atsumi) – voix
- Hatoko (Miku Kobato) – guitare rythmique, voix
- Kanoemi (Kanami Tōno) – guitare solo
- Umemisa (Misa) – basse
- Akatsuki (Akane Hirose) – batterie